# Покровка (Раздельнянский район)
Покровка (укр. Покровка) — село, относится к Раздельнянскому району Одесской области Украины.
Население по переписи 2001 года составляло 453 человека. Почтовый индекс — 67432. Телефонный код — 4853. Занимает площадь 1,282 км². Код КОАТУУ — 5123982605.

## Местный совет
67432, Одесская обл., Раздельнянский р-н, с. Каменка

## История
Еврейская земледельческая колония Новый Мир (Новомирка, Найвельт) была включена в черту села Покровка.

## Известные жители и уроженцы Покровки
- С. И. Болгарин (1925—2002) — Герой Советского Союза